# 小原翼
小原 翼（おばら つばさ、1994年7月27日 - ）は、元プロバスケットボール選手である。現役時代のポジションはパワーフォワード。

## 来歴
横浜市出身。横浜中学校、横浜高等学校バスケットボール部KINGKONGSに所属し、関東大会準優勝、U-15、U-18日本代表に選出されたほか、高校3年生の時に第67回国民体育大会のバスケットボール少年男子 神奈川県代表に選出された。高校卒業後に進学した筑波大学では生原秀将、満田丈太郎らと同級生であり、主にシックスマンとして2014年、2015年、2016年の筑波大学の全日本学生選手権 三連覇に貢献した。大学2年,3年の時にはユニバーシアード日本代表候補に選ばれている。
大学4年在学中の2017年2月10日に特別指定選手として富山グラウジーズに入団した。2月18日のアルバルク東京戦でBリーグデビュー、翌19日の同チーム戦でBリーグ初得点を記録した。2月25日の栃木ブレックス戦で先発の座を掴んだ後はシーズンを通してオンザコート1のクォーターにおける主力として活躍した。2016-17シーズン成績は23試合出場、20回のスターター。1試合平均の出場時間は19.3分 2.3得点 3.2リバウンドだった。
2017-18シーズンも序盤はスターティングメンバーとして出場を続けたが、不振に喘ぐ富山のチーム状況の中、リーグ後半に入ると出場時間を失っていった。38試合出場23先発、平均出場時間は8.2分 0.4得点 1.3リバウンドに留まった。
横浜ビー・コルセアーズのヘッドコーチに就任したトーマス・ウィスマンからの勧誘で、2018年6月に横浜への移籍が発表された。
2018−19シーズンは52試合に出場したが、このシーズンから外国籍選手の出場レギュレーション変更で全クォーターで外国籍選手がオンザコート２可能となった影響もあり、多くの日本人ビッグマンと同様に出場時間を減らすシーズンとなり、1試合平均4.0分 0.3得点 0.5リバウンドに留まった。
2019-20シーズンは横浜ビー・コルセアーズのオフコートキャプテンに就任した。シーズン序盤は出場時間を得られない状態が続いたが、ヘッドコーチの交代を経て徐々に出場機会が増え始めた。しかし新型コロナウイルスの日本国内での感染拡大のためにシーズン後半戦が中止されたたため、シーズン26試合の出場に留まり、1試合平均では出場時間3.7分,1.0得点 0.4リバウンドと前シーズンを下回る出場時間に留まった。
2020-21シーズン開幕直後は新型コロナウイルスの日本国内での感染拡大防止のためにインサイドを担う外国籍選手のチーム合流が遅れたため、序盤は試合出場時間を大きく増やしたが外国籍選手の合流後は出場時間が大幅に減少した。シーズンでは27試合に出場し、1試合当たりの出場時間は7.5分 1.3得点 0.9リバウンドだった。
2020-21シーズン終了後にチームから戦力外通告を受けたことを受け、2021年6月16日に現役引退を発表した。引退理由について、横浜で十分なプレー時間が得られないシーズンが続く中、2020-21シーズンを勝負の1年と位置付けて競技に取り組んでおり、外角からのシュート精度向上など、課題だった競技力の向上に相応の手応えを得ていたが、日本のプロバスケ、特に外国籍インサイド選手および帰化選手のレベルアップが大きく進んで出場時間が延ばせず、これ以上現役選手として活動することは難しいと判断したと語っている。また生まれ育った横浜を最後のチームにしたいという想いもあったと話している。
引退会見では、引退後はバスケットボールからは一旦離れ、一般人になる予定と話した。2021年7月からアスリートの社会貢献活動を推進する日本財団(旧日本船舶振興会)HEROsのインターンとして活動を開始した。

## 日本代表歴
- 2018年6月 第40回ウィリアム・ジョーンズ カップ 日本代表候補[8]

## 人物

### バスケットボールプレイヤーとしての特徴
- 中学3年からトレーナーについてウェイトトレーニングを開始し[9]、その鍛えあげた肉体により、Bリーグが2017年にSNS投票で行ったBリーグマッチョ男子コンテストで一位を獲得したことから「マッスル翼」と呼ばれている[10]。
- フィジカルを活かしたディフェンス力に自信を持つが、オフェンスにおいては厳しく自己評価を下している[11]。

### その他
- 大学3年次から筑波大学 分子筋生理学・武政研究室の白井隆長がトレーナーとして小原のトレーニングメニュー作成を担当していた[12]。
- 大学時代は寿司屋でアルバイトをしていた[13]
- 体脂肪率はピーク時で7%[12]。
- 中学生時代に既に身長は192cmまで成長していた。身長は遺伝の影響が大きいが、食事、睡眠、家庭環境に影響を受ける。特に睡眠を十分に取ることは大事だと語っている[9]。
- 容姿から欧米人に間違われることがあるが日中のハーフである。２つの文化の間に生まれたことに誇りに思っていることを自身のSNSで語っている[14]。
- かつては将来は教師になりたいという夢をもっていたため、中学高校保健体育科の教員免許を取得している[4]。
- NSCA(National Strength and Conditioning Association)認定パーソナルトレーナー（NSCA-CPT）資格を取得している[4]。
- 筑波大、富山、横浜時代の背番号は全て"81"で、自分の希望した番号である。「9×9＝81」「9」を「苦」に見立て、『苦しんでも苦しんでもはいあがる』という小原の意思を表していた[10]。
- 引退に際してのラジオ出演では「自分のバスケへのモチベーションは、自分を評価してくれなかった人たちを見返したいという根深い復讐心に支えられてきたが、そのような気持ちでのバスケは最後には自分のためにならないという事に気付いた。背番号"81"をつける子供達には、自分が見失ってしまったバスケを楽しむという気持ちを忘れてほしくない。もし自分が再度背番号を付ける機会があれば、次は「81」は選ばないだろう」と、小原に憧れて背番号"81"をつける子供達に向けてのメッセージを語った[15]。
- 引退時の会見やインタビューで自らの背負ってきた背番号81が周囲への復讐心の象徴であったことを明かし、小原の代名詞にもなっていた｢81｣という背番号自体にも否定的な想いを述べたが[15]、引退後は｢他者に向けてるからリベンジだったけど、自分の内部に向ければ良いのではないかと。内部に向けて、困難にぶつかっても、苦しみながらも楽しみながら這い上がっていければ良い｣｢「苦しんでも苦しんでも這い上がる」をモットーに楽しみながら生きていこうと思います｣と、引退後に生じた心境の変化を語っている[4]。

- 小さいころから両親と料理に親しんでいたこともあり、料理へのこだわりが人一倍強く、また食事もトレーニングの一つだと考えており、鶏むね肉を毎日、朝昼晩1枚ずつ食べていた時もあった[16]。

- 横浜ビー・コルセアーズの選手紹介

2018-19 ｢肩甲骨が翼になるまで　鍛えて鍛えてマッスル！マッスル！　No.81 小原翼｣
2019-20 ｢大空羽ばたくその日まで　鍛えて鍛えてマッスル！マッスル！　No.81 小原翼｣
2020-21 ｢あふれる愛はハマの情熱　心に薔薇と背中に翼｣

## ギャラリー

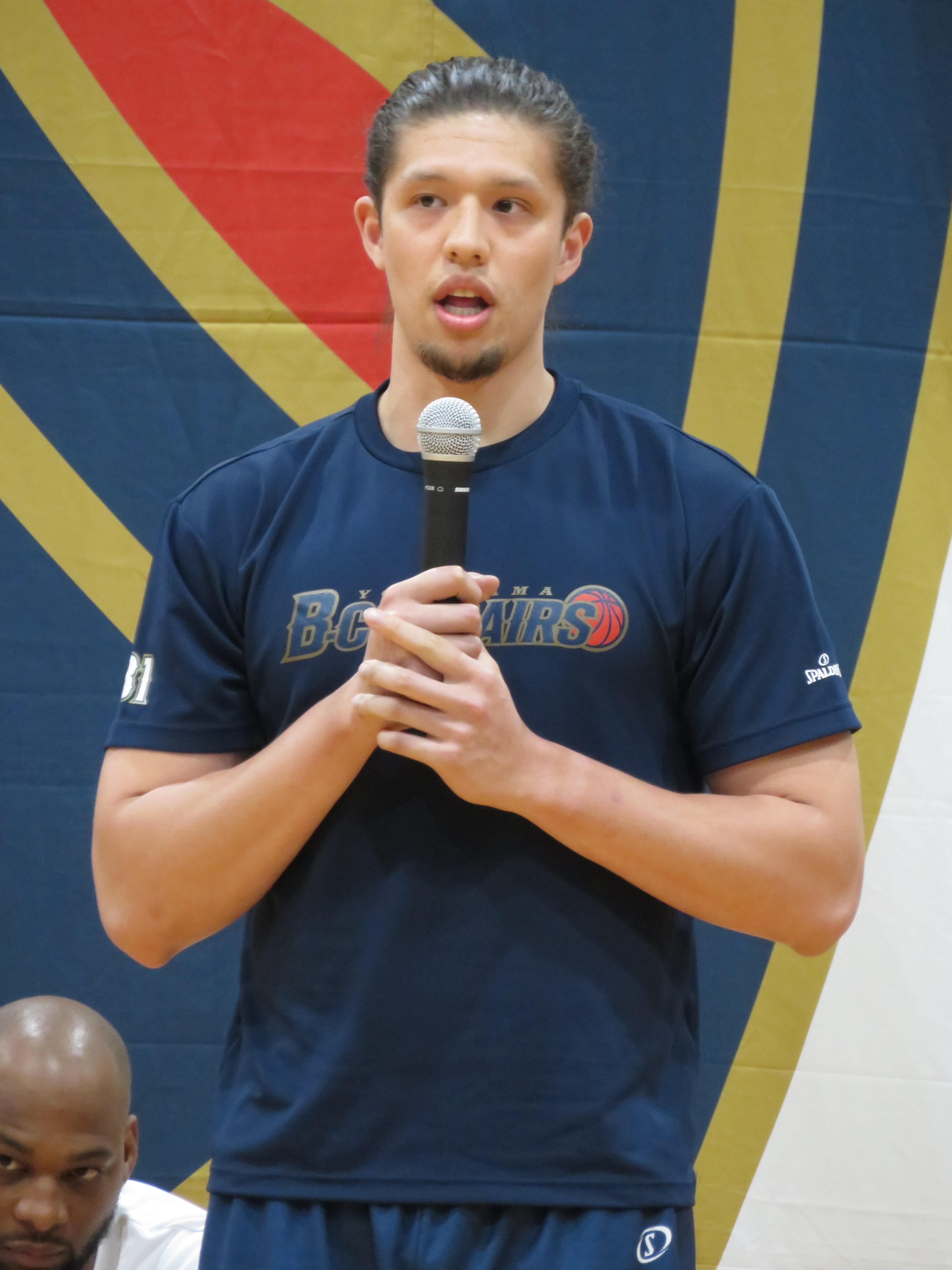
2019-05-19 横浜ビー・コルセアーズ帰港式
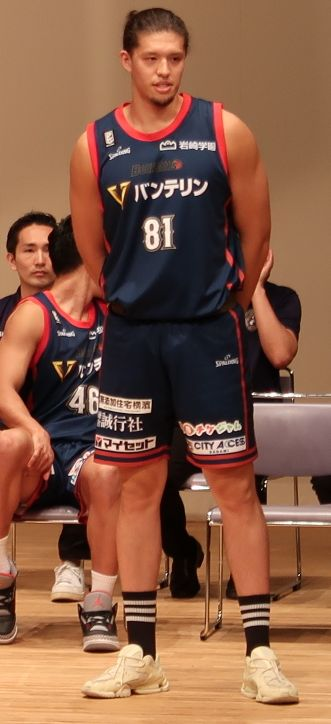
2019-10-24
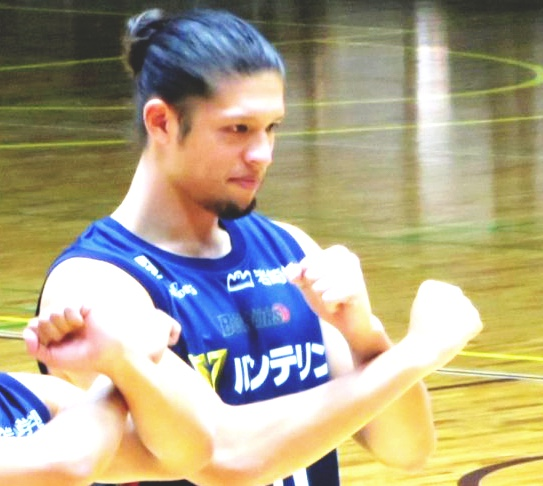
2020-09-25
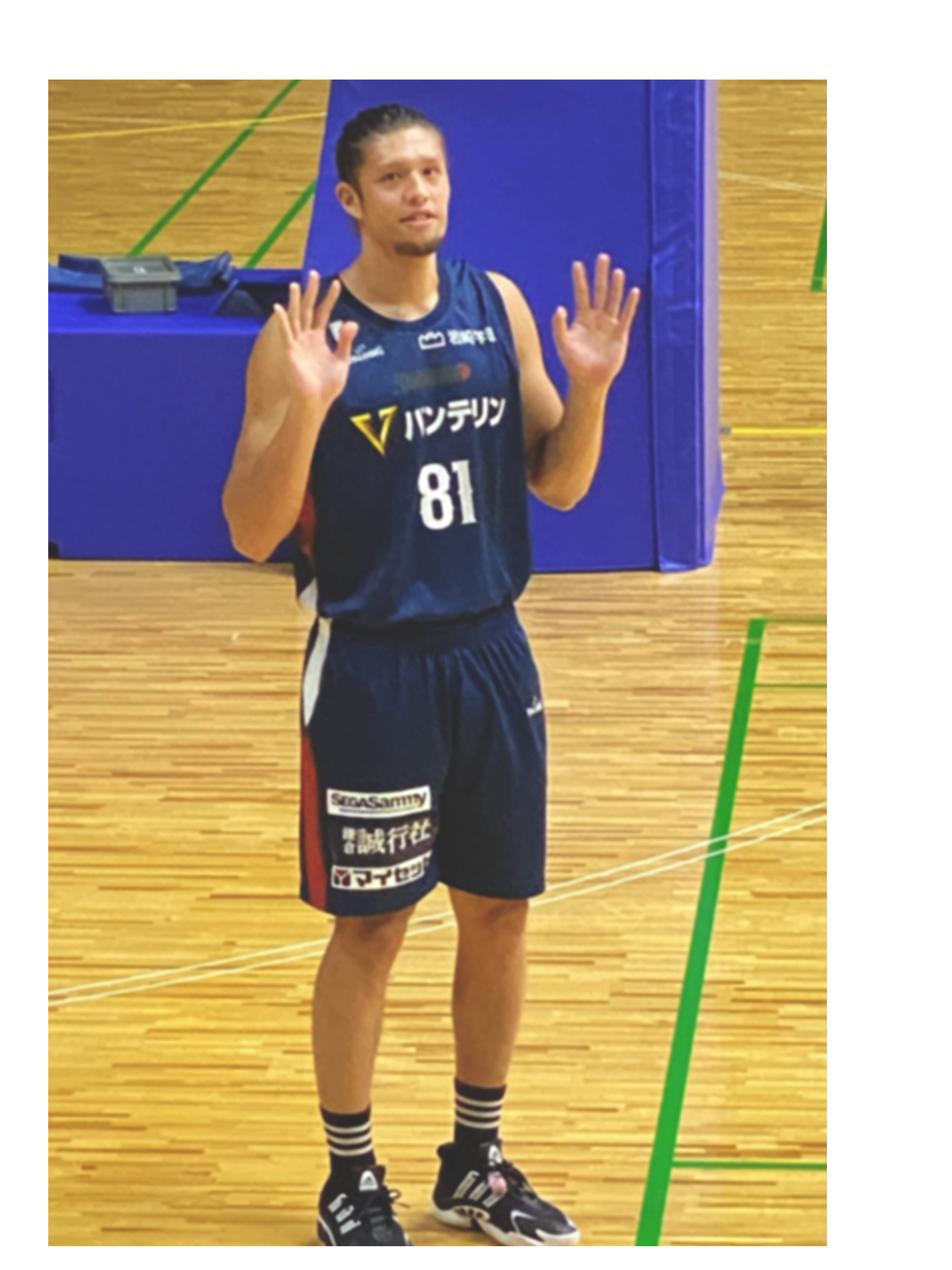
2020-09-25